# Fernando Namora
Fernando Namora —Fernando Gonçalves Namora— (1919-1989) fue un escritor portugués, natural de Condeixa-a-Nova. En la Universidad de Coímbra, estudió Medicina, que ejerció en su tierra natal y en las regiones de la Beira Baixa y Alentejo.

## Trayectoria
Debutó en la literatura con Relevos (1938), libro de poesía donde se notan las influencias del famoso grupo Presença. Ya el mismo año, publicó la novela As Sete Partidas do Mundo, que fue galardonada con el premio Almeida Garrett, donde se comienza a esbozar su encuentro con el neo-realismo, aún más patente tres años después con la poesía de Terra en el Novo Cancioneiro.
Su obra evolucionó en el sentido de la maduración estética del Neo-Realismo, lo que lo condujo a un camino más personal. Sin desdeñar el análisis social, sus textos se vieron marcados cada vez más por aspectos picarescos, observaciones naturalistas y cierto existencialismo. Él reconocía que su arte es un modo de descubrimiento y apropiación del mundo, así como una catarsis que alivia las tensiones. Pues Fernando Namora fue un escritor dotado de una profunda capacidad de análisis psicológico, a la que se ligó un lenguaje de gran carga poética. Escribió, además de obras poéticas y novelas, cuentos, memorias e impresiones de viaje.
Algunos estudiosos dividen su creación novelística, no sin simplificaciones, en tres momentos diferentes: (1) el ciclo rural, compuesto de obras como A Noite e a Madrugada y O Trigo e o Joio; (2) el ciclo urbano, fruto del cambio del médico del medio rural al urbano, marcado por las novelas O Homem Disfarçado y Domingo à Tarde; (3) los cuadernos de un escritor, influidos por los viajes del autor a otros países, como la poesía de Marketing y las reflexiones de Jornal sem Data (1988). Os Clandestinos (1972), novela sobre la política subterránea de entonces, y Río Triste (1982), que describe la burguesía antes de la caída del salazarismo, dan muestras de sus inquietudes civiles.
Además de los libros mencionados, publicó más poesía: Mar de Sargaços (1940) y Marketing (1969). Su producción poética sería compendiada en 1959, bajo el título de As Frias Madrugadas.
La novela Domingo à Tarde fue adaptada al cine en 1966 por António de Macedo. El libro Retalhos da Vida de um Médico fue adaptado al cine por Jorge Brum do Canto (1962), además de ser producida una serie de televisión sobre él por Artur Ramos y Jaime Silva (1979-1980).

## Obra
Novela 
- Fogo na Noite Escura (1943)
- Casa da Malta (1945)
- As Minas de S. Francisco (1946)
- Retalhos da Vida de um Médico (1949 y 1963)
- A Noite e a Madrugada (1950)
- O Trigo e o Joio (1954)
- O Homem Disfarçado (1957)
- Cidade Solitária (1959)
- Domingo à Tarde (1961), Premio José Lins do Rego
- Os Clandestinos  (1972)
- Rio Triste (1982)

Poesía
- Relevos (1938)
- Mar de Sargaços (1940)
- Marketing (1969)

Memorias, viajes, crítica
- Diálogo em Setembro (1966)
- Um Sino na Montanha (1970)
- Os Adoradores do Sol (1972)
- Estamos no Vento (1974)
- A Nave de Pedra (1975)
- Cavalgada Cinzenta (1977)
- Sentados na Relva (1986).

## Traducciones
- La noche y la madrugada, Marte, 1956
- Escenas de la vida de un médico, Noguer, 1976
- La llanura de fuego, Noguer, Círculo de lectores, 1972
- Nuevas escenas de la vida de un médico, Narcea, 1971
- Los clandestinos, Seix-Barral, 1973
- Fuego en la noche oscura, Seix-Barral, 1973
- Domingo por la tarde, Espasa, 1978
- El río triste, Noguer, 1984.